# Gornja Lokvica
Gornja Lokvica – wieś w Słowenii, w gminie Metlika. W 2018 roku liczyła 171 mieszkańców.